# セシル・グリフィス
セシル・グリフィス (Cecil Redvers Griffiths、1901年1月20日- 1973年7月29日)は、イギリスの陸上競技選手。1920年アントワープオリンピックの金メダリストである。

## 経歴
グリフィスは、1920年アントワープオリンピックに出場。優勝候補とも目されていた個人種目の400mには病気のため出場できなかったものの、4×400mリレーでは、ロバート・リンゼイ、ジョン・エインズワース＝デービスそしてガイ・バトラーとともにイギリスチームの一員として出場。3分22秒2で、南アフリカ以下をおさえ金メダルを獲得した。
グリフィスは、1924年パリオリンピックにも代表に選ばれていた。しかし、オリンピック開催のまさに直前、フランスで行われたエキシビションに出場料をもらっていたことが発覚。オリンピックに出場することができなくなった。